# Dorothy M. Needham
Dorothy Mary Moyle Needham (1896-1987) fue una bioquímica británica.

## Biografía
Nació en Londres el 22 de septiembre de 1896.  Nombrada miembro de la Royal Society en 1948, estuvo casada con el también bioquímico Joseph Needham. Falleció el 22 de diciembre de 1987.
Fue autora de Biochemistry of muscle (Methuen & Co., 1932), Machina Carnis. The biochemistry of muscular contraction in its historical development (Cambridge University Press, 1971), y A Documentary History of Biochemistry 1770-1940 (Leicester University Press, 1992), junto a Mikuláš Teich.